# Hôtel Colbert
L'hôtel Colbert est un hôtel particulier du 5e arrondissement de Paris situé à l'angle de la rue de l'Hôtel-Colbert et la rue de la Bûcherie.
Ses façades sur rue et les toitures correspondantes ont été inscrites au titre des monuments historiques par un arrêté du 19 octobre 1957.

## Historique

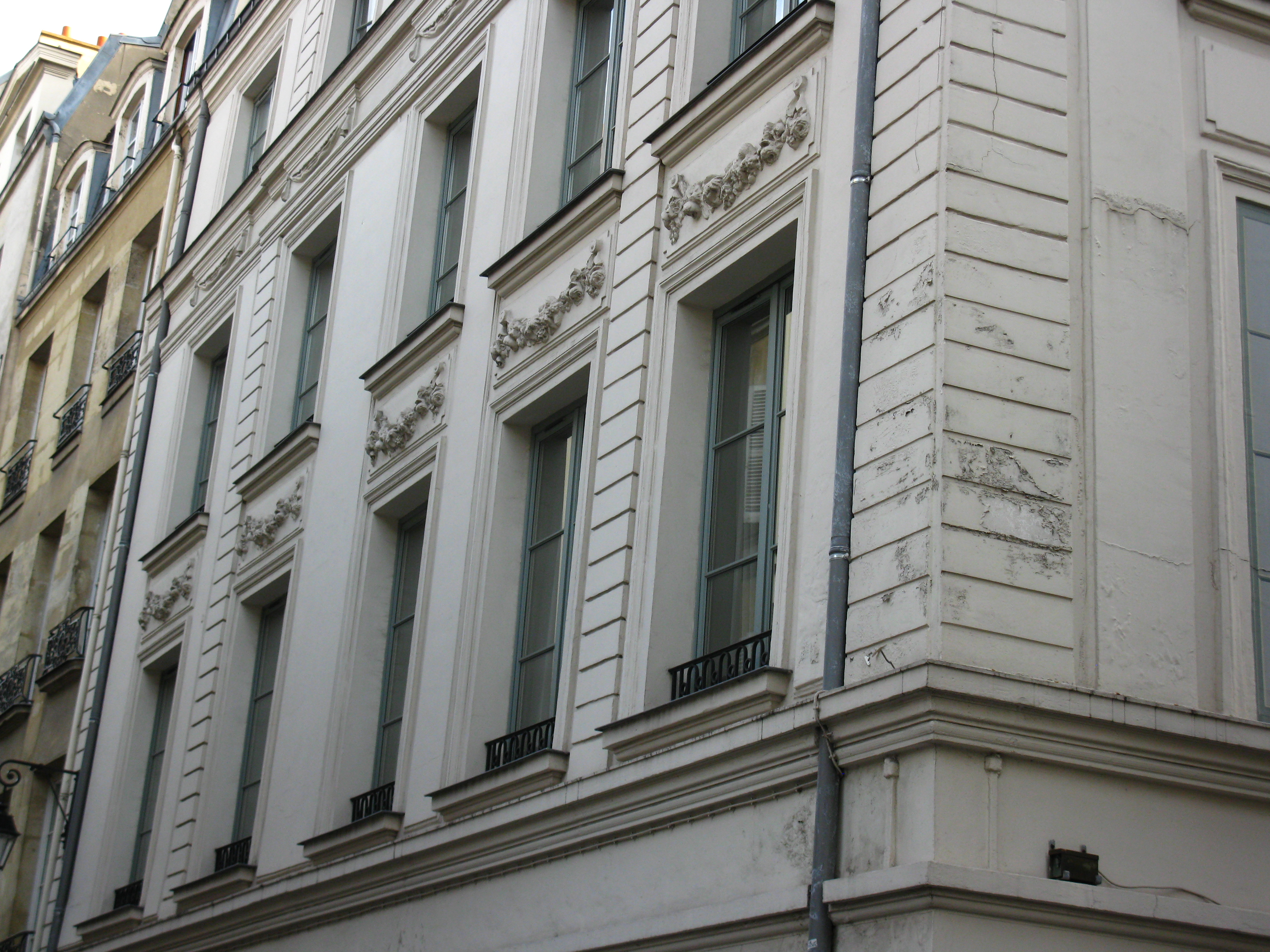
Détail de façade.

L'hôtel particulier remonte au XVIIIe siècle. Il présente sur la rue de la Bûcherie une élévation de trois niveaux à cinq travées au-dessus du rez-de-chaussée. Ce bâtiment donne son nom à la rue des Rats en 1829, après que les riverains se soient mobilisés en faveur de cette dénomination. Il n'est absolument pas certain que cet hôtel ait été la propriété de Jean-Baptiste Colbert, ministre de Louis XIV.
L'entrée de l'immeuble est posée au 7 de la rue de l'Hôtel-Colbert, et se présente sous la forme d'une cour intérieure fermée par une grille.
Sur la gauche de la cour d'entrée, le pignon aveugle (partie supérieure au rez-de-chaussée) est décoré de fenêtres peintes en trompe-l'œil.
Au dernier niveau, un grand pignon percé d'une fenêtre s'élève au-dessus des trois travées centrales. Des reliefs de guirlandes surmontent les fenêtres du premier étage, des reliefs de draperies ceux du deuxième étage. Un fronton incurvé est appliqué au-dessus de l'unique fenêtre du dernier niveau.
Le bâtiment a accueilli la bibliothèque russe Tourguenev à partir de 1938. L'organisation nazie Einsatzstab Reichsleiter Rosenberg a spolié cette institution de ses collections qui n'a pas récupéré ces locaux au sortir de la Seconde Guerre mondiale.